# Totmes III
Totmes III lub Tutmozis (gr. Tutmosis) – faraon, władca starożytnego Egiptu XVIII dynastii, z okresu Nowego Państwa.

## Życiorys
Syn Totmesa II i jednej z jego żon Iset (Isis). Panował w latach 1504–1450 p.n.e. Jego poprzedniczką była Hatszepsut (sprawująca władzę regencyjną również w jego imieniu gdy był dzieckiem) , córka Totmesa I, a siostra Totmesa II. Zatem Hatszepsut była jednocześnie ciotką, macochą i teściową Totmesa.
Ojciec Totmesa III wspólnie z kapłanami Amona sprowokował wybranie swego syna na faraona. Miał to być cud. Podczas procesji barka Amona zboczyła z drogi i zatrzymała się przed dwuletnim wówczas chłopcem. Hatszepsut objęła władzę jako regentka z małoletnim Totmesem, jednak dwa lub trzy lata później (według innych źródeł siedem) ogłosiła się faraonem. Mimo tego lata panowania dalej liczono według wstąpienia na tron Totmesa. Ich współrządy trwały aż do 20. roku panowania faraona,  Hatszepsut prawdopodobnie zmarła dwa lata po zakończeniu wspólnych rządów w 1482 roku p.n.e ..
Prawdopodobnie młody faraon został zaręczony z księżniczką Neferure, córką i dziedziczką Hatszepsut. Być może doszło do ślubu, ale nie jest to pewne; Neferure zmarła nagle, pogrążając matkę w rozpaczy. Po jej śmierci Totmes poślubił swoją kochankę Satiah, a następnie młodszą córkę Hatszepsut, Meritre.

## Władza

### Wyprawa do Syropalestyny
Już w kilka tygodni po objęciu samodzielnej władzy młody faraon zorganizował pierwszą w swej karierze wyprawę wojenną do Syropalestyny. Celem tej wyprawy było pokonanie koalicji książąt syryjskich. Totmes na czele 10 tysięcy żołnierzy pokonywał 20 km w ciągu dnia. Wojska buntownicze skoncentrowały swe siły na północ od góry Karmel. Totmes, aby zaskoczyć wrogów, zdecydował się na trudniejszą drogę przez przełęcz Arun. Do decydującego starcia doszło pod Megiddo w 1469 roku p.n.e. Po kilkumiesięcznym oblężeniu w ręce egipskie wpadli prawie wszyscy przywódcy koalicji, z wyjątkiem ratującego się ucieczką władcy Kadeszu. Pokonani władcy złożyli przysięgę na wierność faraonowi. Większość wydarzeń z tej, a także szesnastu innych kampanii, opisano w świątyni Amona w Karnaku w tzw. Rocznikach Totmesa. Wpływy Egiptu w tym czasie sięgnęły po linię Byblos – Damaszek, a w kolejnych latach panowania umacniały się.

### Kolejne podboje
W kilka lat później Totmes zdobył Kadesz. Do Egiptu zostały przyłączone wszystkie porty wybrzeża fenickiego (jako przyczółki do lądowania wojsk oraz transportu łupów). Podczas wyprawy do Kadesz Totmes popadł w konflikt z państwem Mitanni. Zwycięska dla Egipcjan bitwa pod Halab otworzyła przed Totmesem drogę do Mezopotamii. Totmes wykorzystał swą szansę i ruszył do góry Mitanni, a potem na południe. W tym czasie faraon polował na słonie. Na jednej z takich wypraw omal nie stracił życia. Podczas nich zabił około 120 zwierząt. Egipcjanie spustoszyli Syrię na zachód od Eufratu. Koło miasta Karkemisz Totmes postawił stelę ze swoim imieniem zaznaczając tym granicę swego państwa. Później Totmes poprowadził kilka wypraw pacyfikacyjnych do Azji. Jedna z nich poświęcona była sprawdzeniu plonów w podbitych krainach i sprowadzeniu do Egiptu roślin naturalnie w nim nie występujących. Ogółem Totmes III poprowadził aż szesnaście kampanii wojennych do Syrii.
Totmes III prowadził swoje podboje nie tylko na Bliskim Wschodzie, ale również na południu kraju. Potędze armii egipskiej nie oparła się Nubia. Wojska faraona dotarły aż do IV katarakty na Nilu. Granicę państwa ustanowiono w dzisiejszym Hadżar-el-Merwa. Na prawym brzegu Totmes kazał wybudować potężną twierdzę Napata, skolonizował wszystkie osady wzdłuż rzeki.
Totmes z przywódcami podbitych państw utrzymywał przyjazne stosunki, co przyczyniało się do utworzenia swoistych stosunków dyplomatycznych. Do śmierci otrzymywał daniny z podbitych państw, a inne wręcz prześcigały się w wysyłaniu danin do Teb. Nawet silna w tym okresie Asyria czując zagrożenie ze strony państwa Mitanni wysłała dary oddając się pod opiekę faraona. Dzięki swym umiejętnościom przywódczym i dyplomatycznym, a także cechom charakteru i wyglądu zewnętrznego, Totmes u potomnych zyskał miano „Napoleona Egiptu” – nigdy nie przegrał żadnej bitwy. Ostatecznie państwo faraonów za Totmesa III obejmowało część Azji Mniejszej, Sudan, Libię, Palestynę, Syrię oraz tereny nad Eufratem.
W ciągu swoich 42. lat panowania Totmes III odbył co najmniej 15 wypraw wojennych.

### Rozwój Egiptu
Totmes poszerzając granice Egiptu stworzył jego imperialną potęgę w ówczesnym świecie. Udało się skutecznie zaprowadzić w państwie ład i porządek, co umożliwiło rozwój rzemiosła, budownictwa i sztuk pięknych. Totmes przebudował świątynię w Karnaku, na której ścianach wykuto tzw. Dzienniki Totmesa, opisujące 17 wypraw wojennych Totmesa. Szczególnie pięknym świadectwem wypraw do Asyrii jest tzw. Ogród botaniczny w świątyni w Karnaku z reliefami ukazującymi florę i faunę Palestyny i Asyrii. Wysoki poziom życia w Egipcie zapewnił napływ bogactw z całego imperium. Stolicą Egiptu w tym czasie były Teby, które za panowania Totmesa przeżywały swój najlepszy okres. Życie w mieście skupiało się wokół świątyni Amona-Re (lokalnego bóstwa oraz jednocześnie ogólnopaństwowego boga-Słońce). W czasie długich nieobecności króla w stolicy, wzrosła pozycja tebańskich kapłanów Amona.

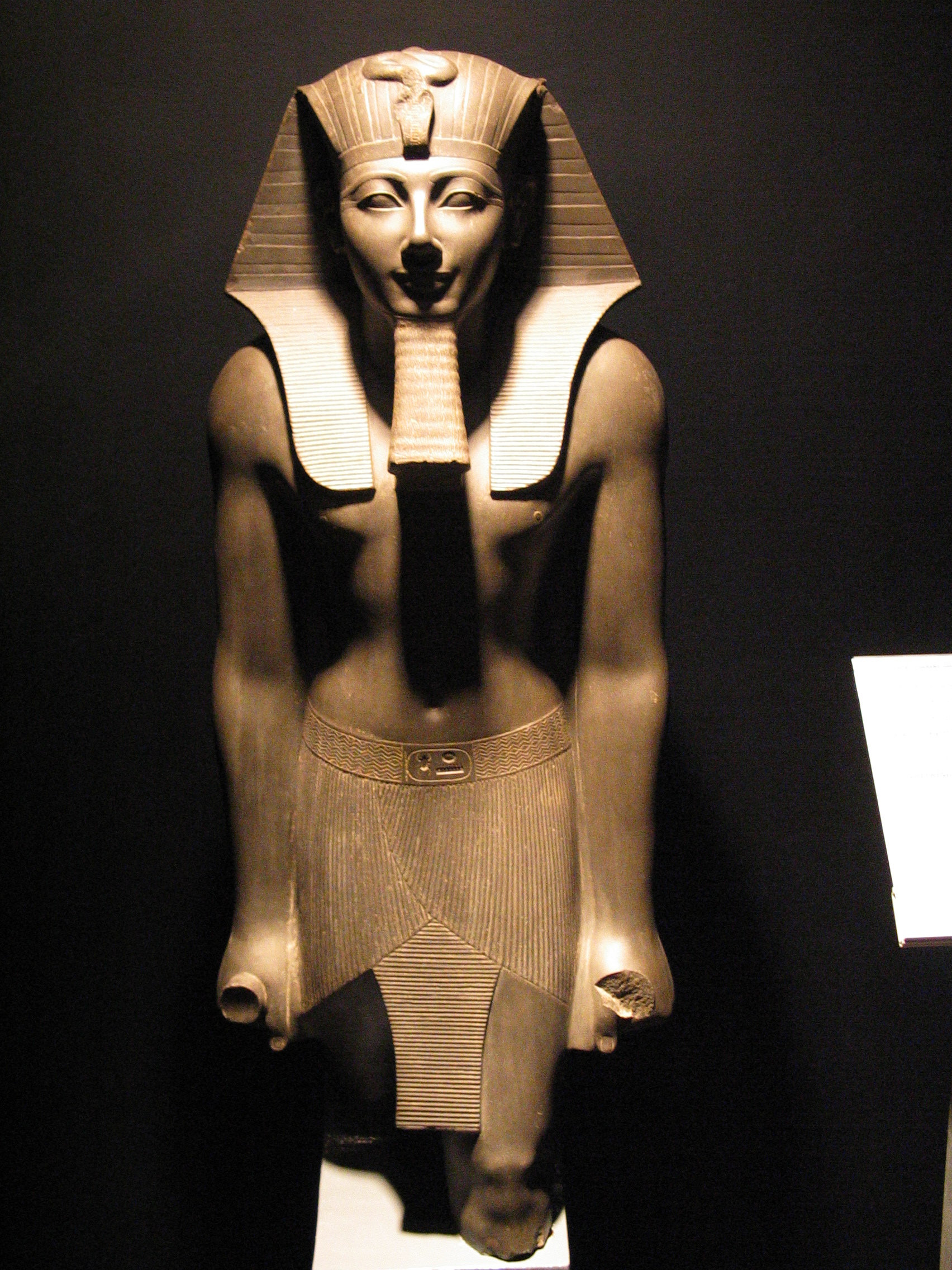
Posąg Totmesa III, Muzeum w Luksorze
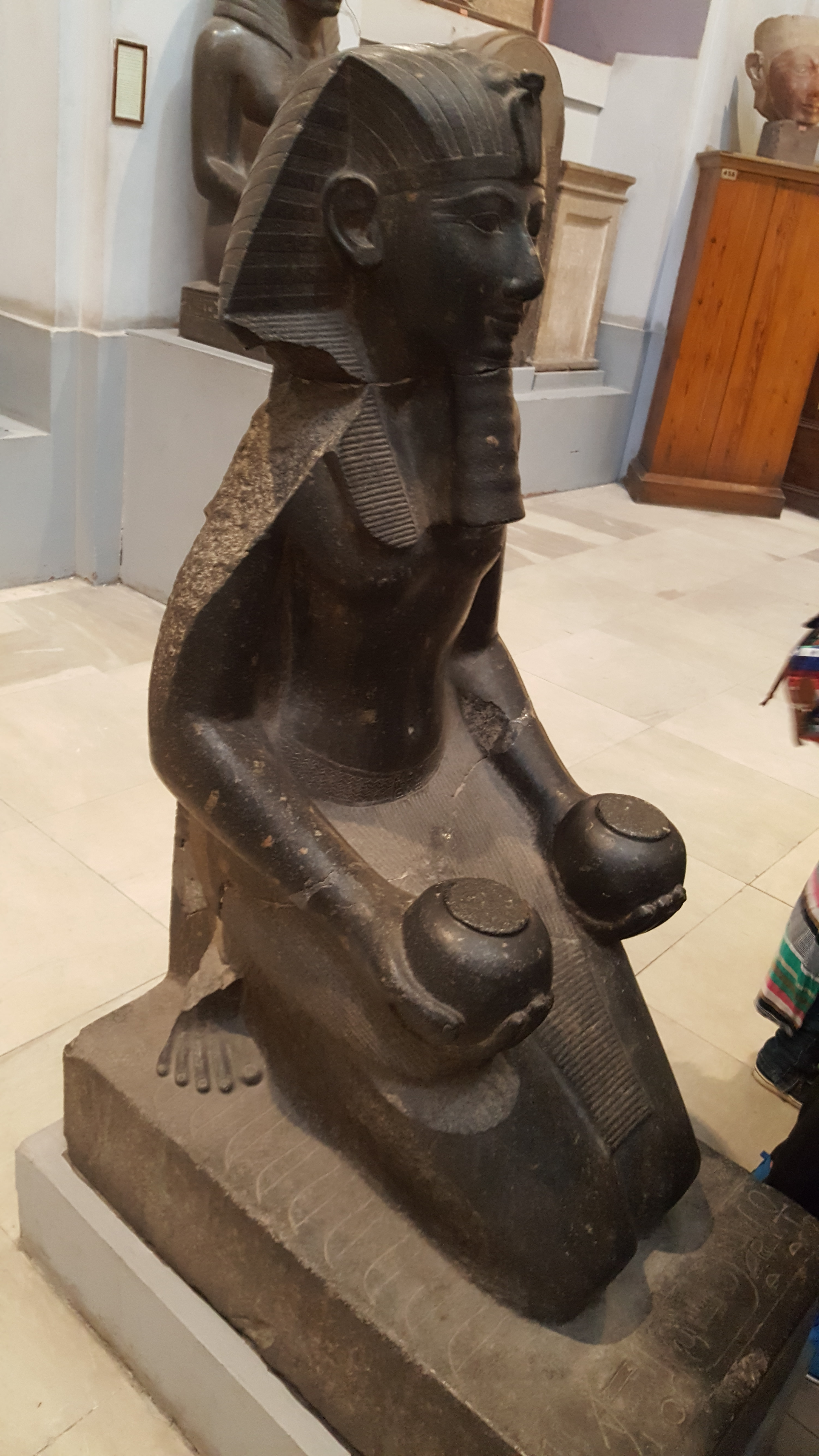
Granitowy posąg Totmesa III, Muzeum Egipskie w Kairze
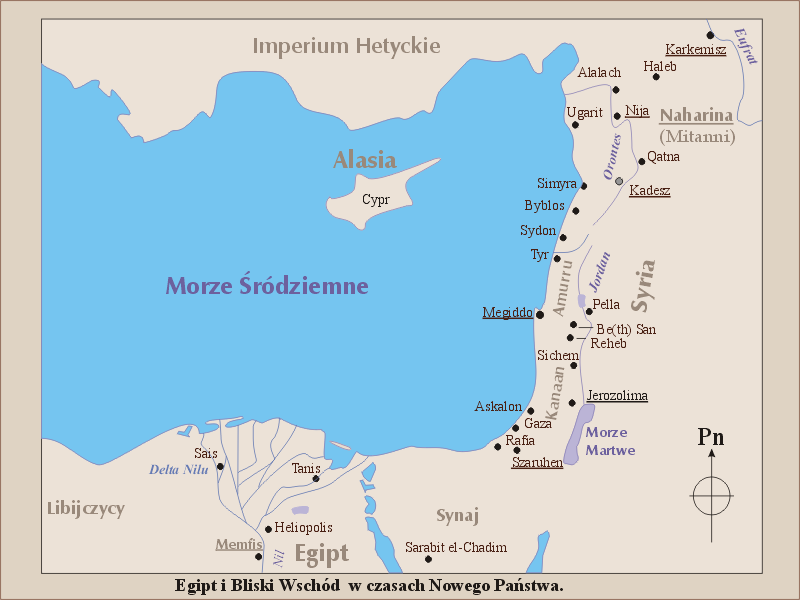
Egipt i Bliski Wschód w początkach Nowego Państwa

## Śmierć i pochówek
Totmes III zmarł około 1450 roku przed Chrystusem. Chcąc uniknąć walki o władzę w państwie, na rok przed śmiercią, ustanowił swego syna Amenhotepa II, współpanującym. Pierwotnie został pochowany w Dolinie Królów. Wejście do grobowca znajduje się na skalnej półce na wysokości kilkunastu metrów. Komora grobowa znajduje się za długim korytarzem i kilkoma mniejszymi salami. Wnętrze grobu daje wrażenie rozwiniętego zwoju papirusu. Mumia została ograbiona już w czasach starożytnych. Rozsypującą się ze starości mumię faraona znaleziono w skrytce DB-320 w Deir el-Bahari. Zabalsamowane ciało spoczywało w wewnętrznej trumnie. Ciało zostało zniszczone, głowa odłamana od karku, a nogi od tułowia, do skóry przykleiły się przesiąknięte żywicą bandaże. Jedynie twarz zachowała się nienaruszona.
Zrekonstruowane przez specjalistów i zakonserwowane ciało Totmesa III można obecnie oglądać w Muzeum Egipskim w Kairze.

## Tytulatura
Nomen władcy odczytuje się jako Dżehutimes, co w języku polskim znaczy „zrodzony z Dżehuti (Thota)”:
|             |     |     |
| \| \| \| \| |     |     |
|             |     |     |
| G26         | F31 | S29 |

| G26 | F31 | S29 |

|             |     |     |
| \| \| \| \| |     |     |
|             |     |     |
| G26         | F31 | S29 |

| G26 | F31 | S29 |

Znane jest ponadto jedenaście innych wariantów zapisu nomenu tego władcy, niektóre odczytywane w inny sposób, m.in. Dżehutimes-nefer-cheperu i Dżehutimes-heka-Maat.
Po objęciu władzy faraon przyjął prenomen Men-cheper-Re – „trwałość jest przejawem Re”:
|             |    |    |
| \| \| \| \| |    |    |
|             |    |    |
| N5          | Y5 | L1 |

| N5 | Y5 | L1 |

|             |    |    |
| \| \| \| \| |    |    |
|             |    |    |
| N5          | Y5 | L1 |

| N5 | Y5 | L1 |

Również to imię posiada liczne warianty zapisu, podobnie jak pozostałe imiona Protokołu Królewskiego władcy. U historyków greckich notowano go pod imieniem Misphres i Misphragmuthosis.